# Messa a terra

Il simbolo standard di messa a terra

La messa a terra è l'insieme di azioni e sistemi preordinati a far scaricare  sul terreno il potenziale elettrico di elementi metallici che si trovino a contatto con un dispositivo elettrico. Non va confusa con la massa.

## Funzioni
Le sue funzioni possono essere:

### Messa a terra di protezione

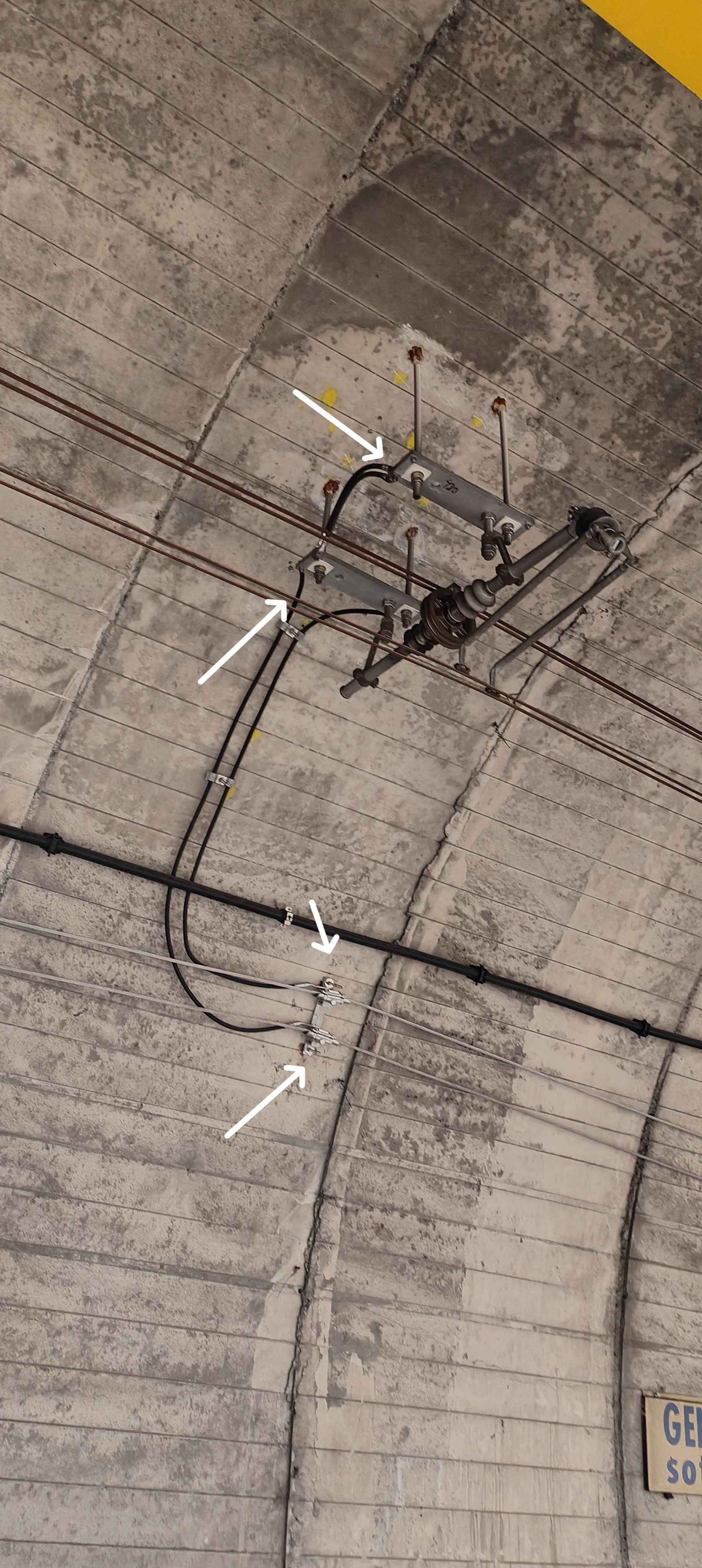
Un tirante di poligonazione di tipo moderno per la catenaria 3kV in uso presso la rete Rfi: le frecce indicano la messa a terra con i collegamenti per la sicurezza della struttura

Si tratta del collegamento imposto dalla norma vigente (D.Lgs. n. 81/2008, Decreto ministeriale n. 37 del 22 gennaio 2008, norma CEI 64-8/4) per mantenere le masse metalliche al potenziale di terra in condizione di normale funzionamento, realizzando una protezione mediante messa a terra.
La messa a terra consiste in una serie di accorgimenti atti ad assicurare alle masse metalliche il potenziale della terra, evitando che le stesse possano venire a trovarsi in tensione tra loro o rispetto alla terra. Dato che i cavi in tensione assumono rispetto al terreno un determinato potenziale (che per gli impianti delle abitazioni civili in Italia è di 230 V) si possono verificare situazioni di pericolo quando parti dell'impianto elettrico che non è previsto che si trovino in tensione, come le casse di metallo degli elettrodomestici, acquisiscono un potenziale elettrico rispetto al terreno. La messa a terra di protezione protegge quindi le persone e gli animali dal rischio di folgorazione.
Essa comprende uno o più dispersori collocati nel terreno, a cui viene collegato l'impianto elettrico dell'abitazione. Lo scopo della messa a terra è quindi far sì che le masse degli elettrodomestici siano al potenziale del terreno. Se si verifica un guasto che può originare una folgorazione, la messa a terra correttamente collegata alle masse (per esempio le casse metalliche degli elettrodomestici) assicura l'intervento automatico dell'interruttore differenziale.
La messa a terra di protezione non interessa solo l'impianto elettrico, ma anche gli altri impianti e parti metalliche dell'edificio (tubazioni, impianto idraulico, travi, impianto termico e così via), in modo che lo stabile risulti messo in sicurezza anche rispetto a un fulmine che lo investe.

### Messa a terra di funzionamento

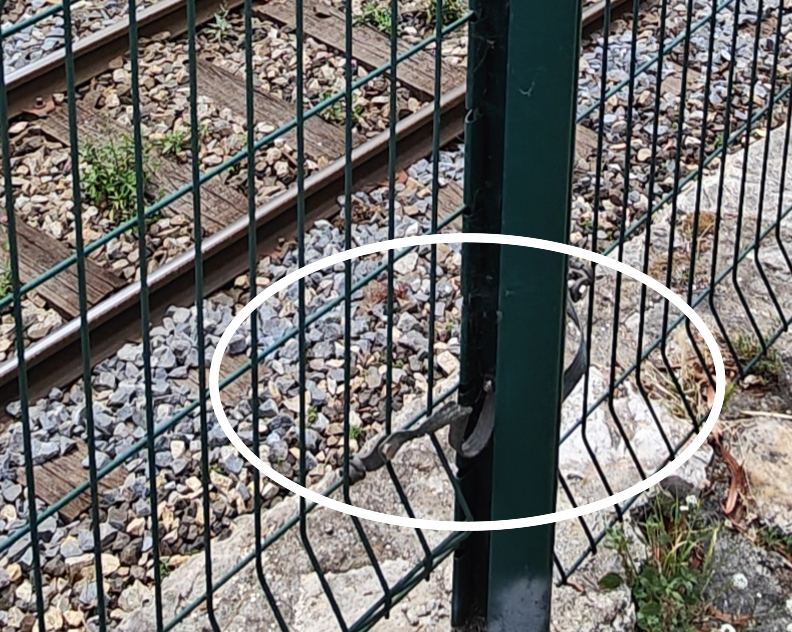
Pannello grigliato che delimita una linea ferroviaria alimentata a 25 kV della SNCF: da notare i cavetti metallici per la messa a terra della struttura

Sulle linee di distribuzione elettrica ha lo scopo di vincolare il neutro al potenziale di terra, viene realizzato collegando il conduttore di neutro a uno o più picchetti di terra.

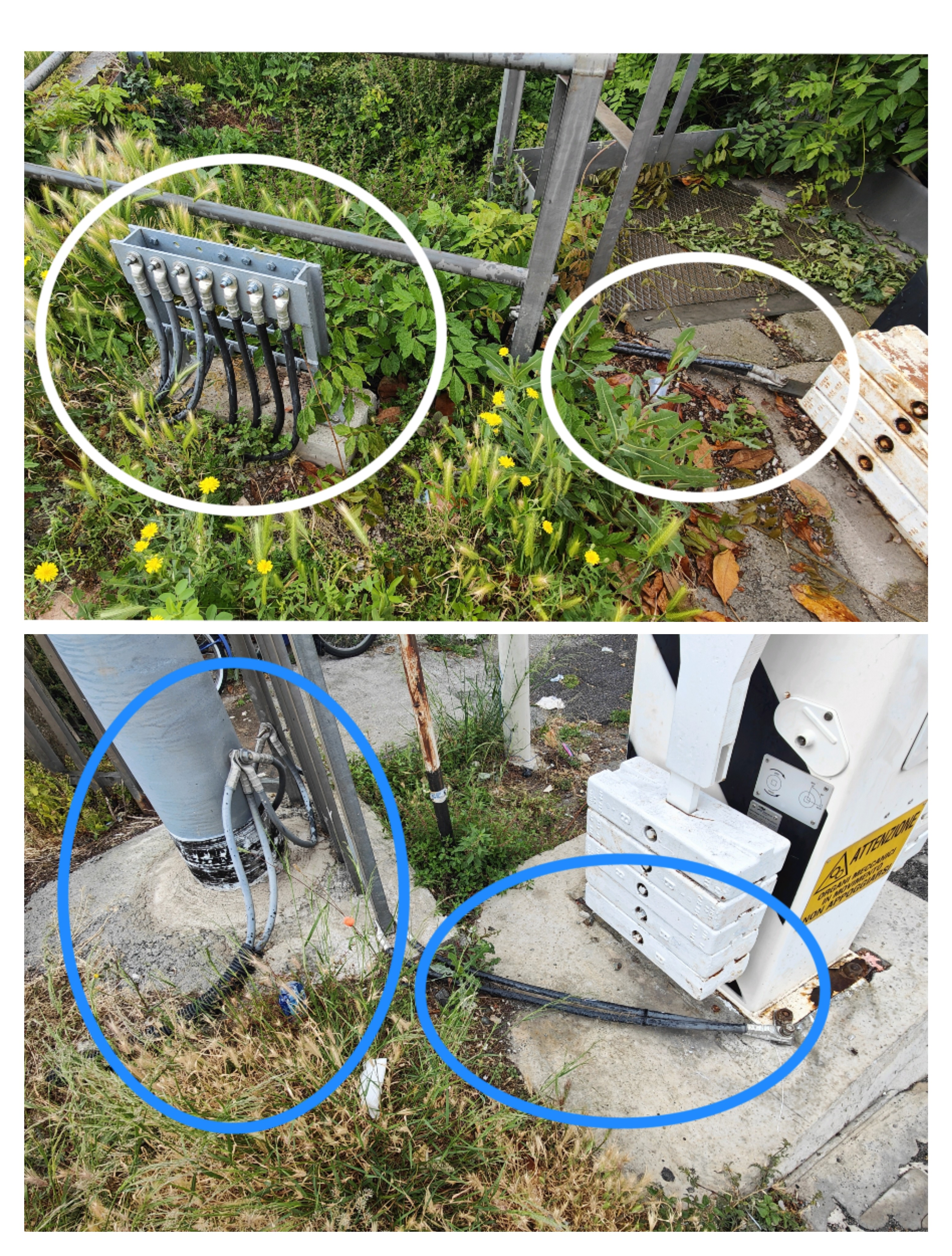
Esempio di collegamento di messa a terra industriale per alte tensioni in ambito ferroviario Trenitalia. I capicorda sono fermati mediante viti alla barra
(chiamata col termine: collegamento equipotenziale) a sua volta fissata su zoccolo cementizio con paletto di dispersione sepolto nel terreno. In basso: messa a terra del palo sagoma limite per la catenaria (qui in foto si nota che è fissato in sicurezza con altri cavi provenienti da altre strutture) ed infine per il PL

### Messa a terra per lavori
Collegamento temporaneo per assicurarsi che l'impianto sul quale si sta lavorando sia effettivamente fuori tensione. Viene realizzata la messa in cortocircuito e a terra dei conduttori attraverso dispositivi mobili (ad esempio su linee elettriche) o fissi (ad esempio su interruttori di manovra) durante tutta la durata dei lavori.

## Scopi

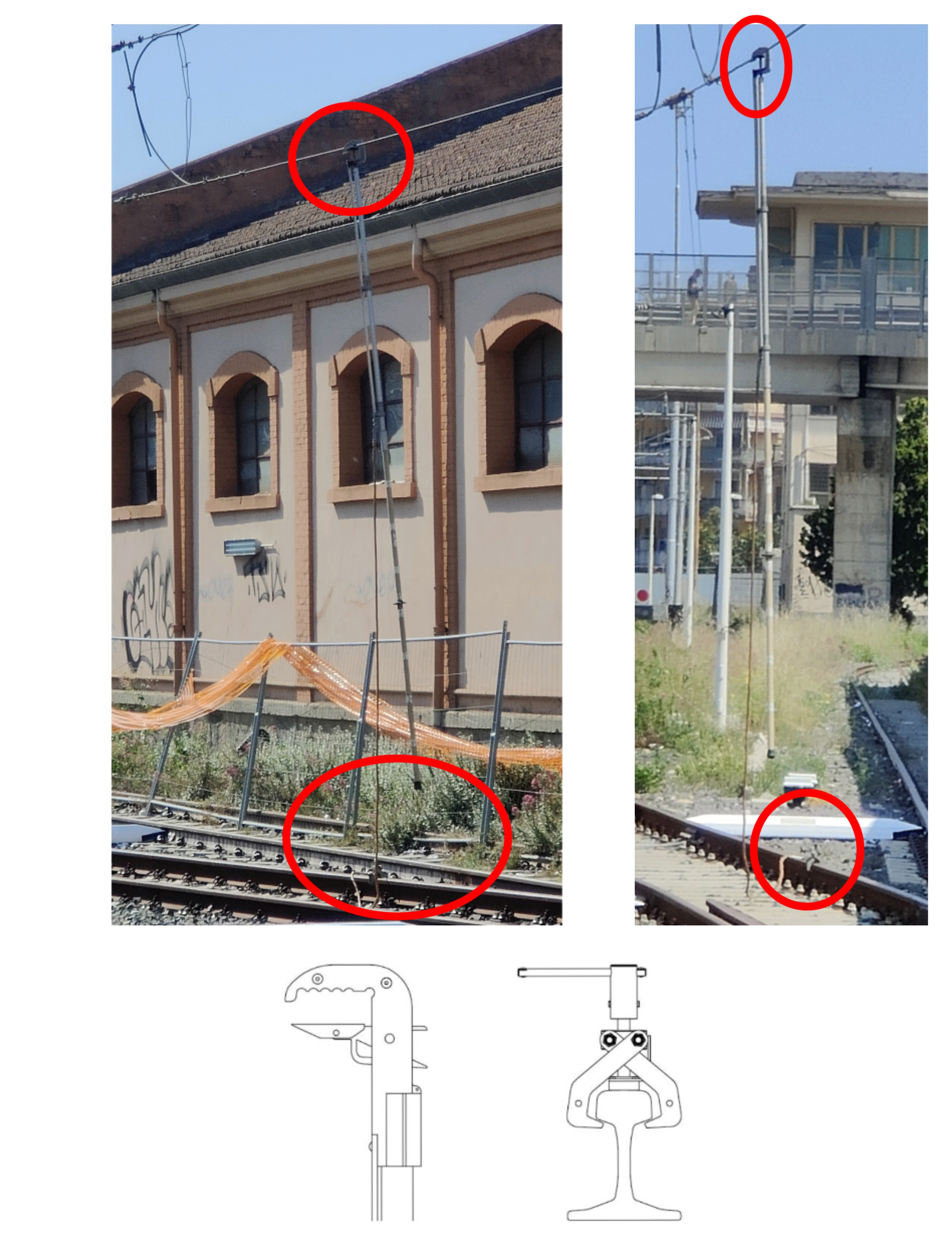
Dispositivo messa a terra ed in cortocircuito con pinza e serraggio a vite sul binario in un cantiere ferroviario

Gli scopi fondamentali della messa a terra sono:
- Offrire protezione contro i contatti indiretti.
- Permettere l'intervento dell'interruttore differenziale in caso di guasto verso terra.
- Proteggere persone e impianti da tensioni elettriche di qualsiasi origine.
- Impedire l'accumulo di elettricità statica e prevenire scariche elettrostatiche dannose per apparati elettronici e di telecomunicazione. In bioedilizia le scariche sono considerate dannose anche per l'essere umano.
- Scaricare i disturbi elettromagnetici e fornire un potenziale di riferimento.

## Impiantistica

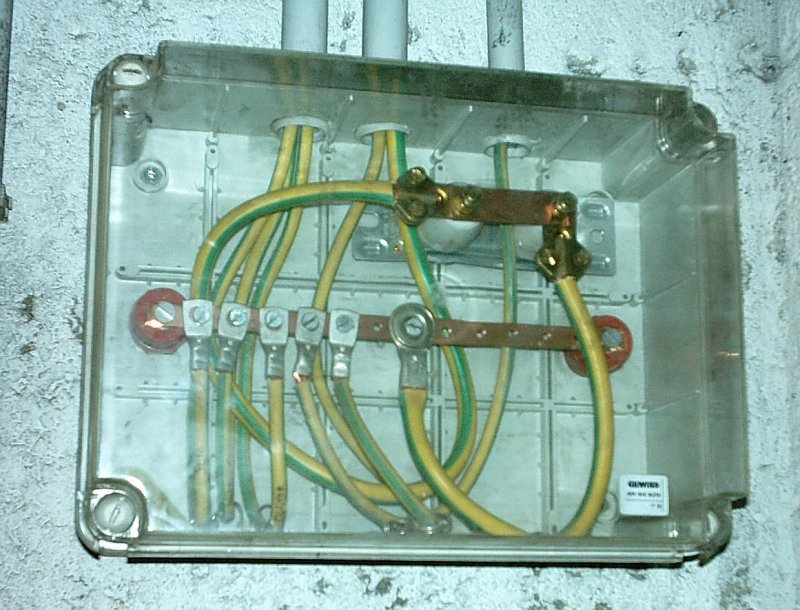
Nodo equipotenziale con disgiuntore per l'effettuazione di prove

L'impianto è costituito da una linea dorsale (conduttore equipotenziale) che percorre verticalmente tutto l'edificio e da una serie di nodi equipotenziali da cui partono le diramazioni secondarie. Le diramazioni giungono a collegarsi alle parti metalliche fisse e all'alveolo di terra delle prese elettriche. La normativa elettrica italiana (CEI 64-8) prevede che le masse metalliche che possano portare un altro potenziale ad esempio tubature del gas e dell'acqua, siano messe a terra in quanto masse estranee. La sezione dei conduttori di messa a terra deve essere almeno pari a quella dei cavi che portano l'energia elettrica all'area protetta e non inferiore ai limiti stabiliti dalla norma CEI 64-8.
Dal lato opposto l'impianto è elettricamente connesso al terreno per mezzo di dispersori. Questi possono essere:
- picchetti in rame o acciaio zincato a sezione circolare o a croce, infissi nel suolo per uno o due metri;
- cavo in rame non isolato, in gergo corda, interrato intorno all'edificio a una profondità maggiore di 0,5 metri;
- qualora le caratteristiche costruttive lo consentano, si possono usare le strutture delle armature di acciaio del calcestruzzo armato come dispersore naturale, tale configurazione ha il vantaggio di schermare l'involucro edilizio dalle scariche atmosferiche.

Le norme prevedono che la resistenza elettrica esistente tra l'impianto e il terreno sia al di sotto di un valore coordinato con il valore dell'interruttore differenziale meno sensibile (generalmente l'interruttore generale dell'impianto). Il valore di 20 Ω indicato dall'art. 326 del D.P.R. n. 547/1955 è da ritenersi superato, in quanto lo stesso D.P.R. è stato abrogato dal D.L. n. 81 del 09-04-2008 “Attuazione dell'articolo 1 della legge 3 agosto 2007, n. 123, in materia di tutela della salute e della sicurezza nei luoghi di lavoro”. Già la legge n. 186 del 01-03-1968 “Disposizioni concernenti materiali e impianti elettrici” imponendo la realizzazione degli impianti “a regola d'arte” e riconoscendo nelle Norme CEI la regola d'arte permetteva l'utilizzo di criteri differenti.
La Norma CEI 64-8 “Impianti elettrici utilizzatori a tensione nominale non superiore a 1 000 V in c.a. e 1 500 V in c.c.” indica la necessità di coordinare il valore dell'impianto di terra con il valore della corrente di intervento dell'interruttore di protezione, solitamente un interruttore differenziale, e che questo valore venga misurato a impianto realizzato per poterne dichiarare la conformità. 
Il valore di tensione limite da imporre nella condizione di sicurezza è indicato nella Norma pari a 50 V negli ambienti ordinari; in ambienti particolari, in cui il rischio elettrico sia maggiore quali ad esempio gli ambienti a uso medico e i cantieri edili, il valore è limitato a 25 V.
La messa a terra va oltre il collegamento con un cavo, è qualcosa di complesso e richiede competenze progettuali specifiche. Si tratta di mantenere equipotenziali le strutture anche in caso di forti correnti impulsive, dovute per esempio ai fulmini. Per questo motivo gli impianti di un edificio, elettrico, idraulico, termico, di trasporto del gas, devono essere coordinati tra loro. Si supponga per esempio che un fulmine colpisca il tetto e si scarichi lungo la linea di messa a terra. Data l'elevatissima corrente che circola nel conduttore, come dice la legge di Ohm si avrà un potenziale elevato anche sugli elettrodomestici collegati. Se l'impianto idraulico non è coordinato si potrà avere una pericolosa differenza di potenziale tra lavatrice e rubinetto. In un sistema coordinato le masse metalliche hanno lo stesso potenziale. Nell'eventualità prima descritta tutto il bagno si porterebbe a potenziale elevato, ma non ci sarebbero differenze di potenziale pericolose tra le parti.
Per questo motivo devono essere opportunamente collegati all'impianto di messa a terra i tubi degli impianti idraulico, termico, del gas e tutte le altre masse metalliche dell'edificio.

## Tensioni e resistenza di terra
1. Tensione totale di terra
{\displaystyle U_{t}}: tensione che in caso di guasto verso terra si stabilisce tra un'apparecchiatura e la terra. Se il guasto causa una corrente di dispersione verso terra I e l'apparecchiatura ha una resistenza verso terra Rt, per la legge di Ohm la tensione totale verso terra vale Ut = Rt*I. Questo spiega perché le norme prescrivono un limite massimo per la resistenza verso terra: a parità di corrente di guasto, maggiore è tale resistenza, tanto più la tensione totale di terra assume valori pericolosi.
essendo {\displaystyle V(\infty )=0} essa vale:
{\displaystyle U_{t}=V_{A}-V(\infty )=V_{A}}
2. Resistenza di terra
{\displaystyle R_{t}={U_{t} \over I_{t}}}
3. Tensione di contatto
tensione tra parti conduttrici quando vengono toccate simultaneamente
{\displaystyle U_{C}=V_{A}-V_{B}\leq U_{t}}
4. Tensione di passo
tensione tra due punti della superficie del terreno a distanza di 1m tra loro, distanza che si assume come lunghezza del passo di una persona
{\displaystyle U_{P}=V_{C}-V_{D}\leq U_{t}}

Il terreno forma con i cavi elettrici messi a terra un'unica maglia elettrica.
Al contatto umano con un'apparecchiatura che casualmente sia sotto tensione, la corrente tende a scaricarsi a terra, sia perché il nostro corpo, come conduttore elettrico, chiude il circuito; sia per un motivo impiantistico fondamentale ovvero che il centro-stella della cabina ove è situato il trasformatore (punto comune degli avvolgimenti) è collegato fisicamente a terra tramite un dispersore. Per cui la corrente torna sempre alla fonte che l'ha generata.
Negli ospedali in caso di dispersione vi è la condizione obbligatoria che nessuno che sia a contatto con apparecchiature sotto tensione venga sottoposto ad elettrocuzione (scossa).

## Sistemi di distribuzione
Un sistema di distribuzione di energia elettrica è classificato da due lettere: la prima indica lo stato del neutro, la seconda indica lo stato delle masse; per cui esisteranno:
- Sistema TT, dove l'impianto del neutro in cabina è separato dall'impianto di terra dell'utenza. Il neutro è messo a terra in cabina e in più punti lungo la linea di consegna. L'impianto elettrico privato è solitamente messo a terra con un proprio impianto e con un proprio dispersore (generalmente è un dispersore a croce verticale). In questo modo in caso di guasto verso terra di un apparecchio, si genera una corrente di ritorno attraverso la terra che fa intervenire gli interruttori differenziali di protezione. Sono i sistemi utilizzati negli impianti in bassa tensione sprovvisti di cabina utente propria.
- Sistema TN, dove il neutro è connesso a terra tramite impianto di terra proprio e le masse sono connesse al neutro e rese equipotenziali a mezzo di un conduttore. Il sistema TN può essere a sua volta di tre tipologie: sistema TN-S, che è un sistema a cinque fili composto generalmente dalle tre fasi, dal neutro e dal conduttore di protezione che viene chiamato in questo caso PE (Protective Earth); Sistema TN-C, è un sistema in cui neutro e PE sono lo stesso conduttore. È in pratica un sistema a quattro fili composto da tre fasi più un conduttore di neutro e di protezione chiamato PEN. In questo sistema le norme vigenti, in ambito nazionale, e in materia elettrotecnica vietano di interrompere il PEN poiché viene meno l'azione di protezione e viene ad instaurarsi nel neutro stesso una tensione pericolosa. La norma non ammette, per cui, l'utilizzo di alcun dispositivo a massima corrente di sgancio di tipo unipolare. Infine c'è un sistema detto TN ibrido che è un mix tra i due sistemi sopracitati. Esiste anche una soluzione ibrida (sistema TN-C-S), in cui due linee separate sono interconnesse in un punto intermedio esterno alla cabina, anche se questo sistema non è permesso negli impianti installati in locali a maggior rischio d'incendi
- Sistema IT, dove le masse sono messe a terra tramite impianto proprio e il neutro è connesso a terra tramite bobina di Petersen o c'è un sistema di neutro isolato. In Italia il sistema IT si usa nelle utenze che hanno bisogno di grande continuità di esercizio (ospedali, grandi industrie) in cui un'interruzione del circuito comporterebbe danno economici o, nel caso di ospedali, addirittura il rischio di compromettere la vita di un paziente. Il sistema succitato ha il vantaggio di non essere interrotto al primo guasto, "trasformandosi" dopo il primo evento di guasto da sistema IT a sistema TN o sistema TT (generalmente si preferisce la trasformazione in sistema TN visto che non si prevede l'uso di differenziali che risultano dispositivi assai costosi).

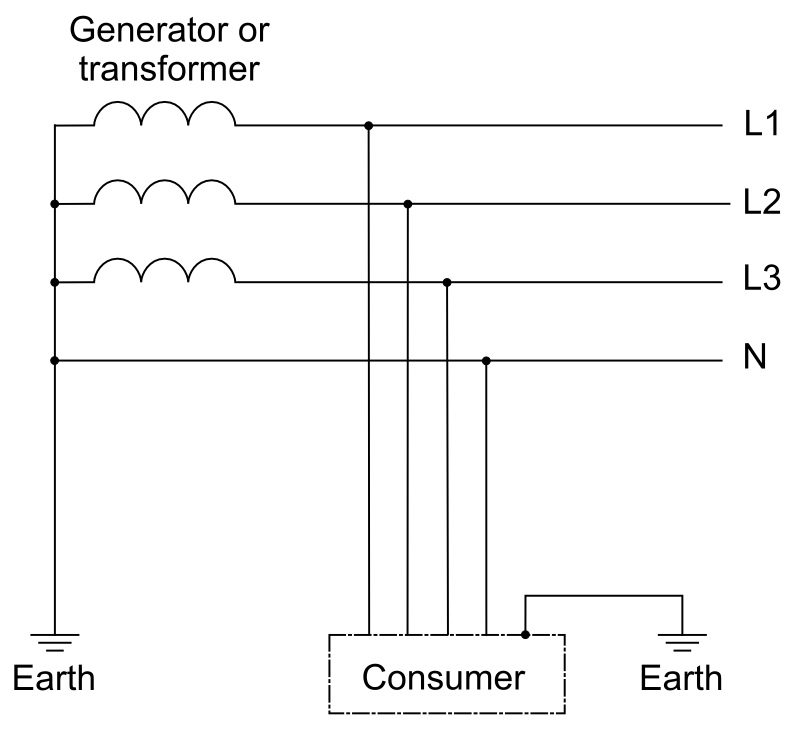
Sistema TT
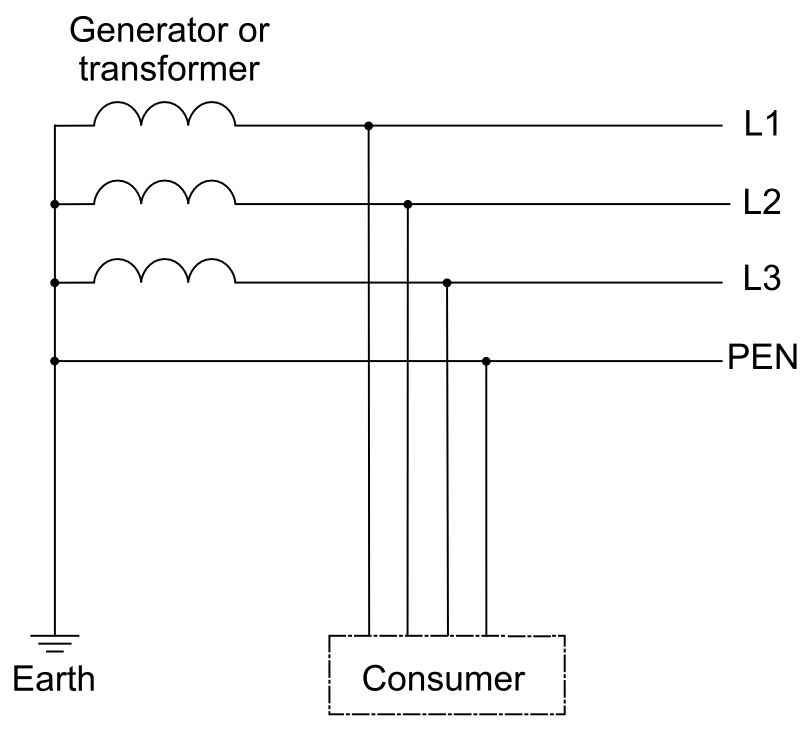
Sistema TN-C
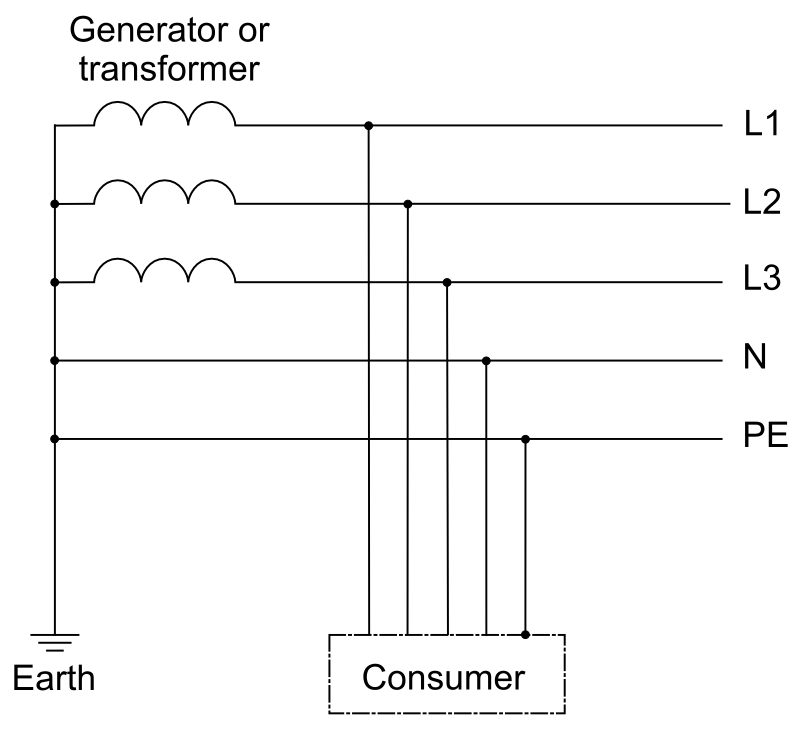
Sistema TN-S
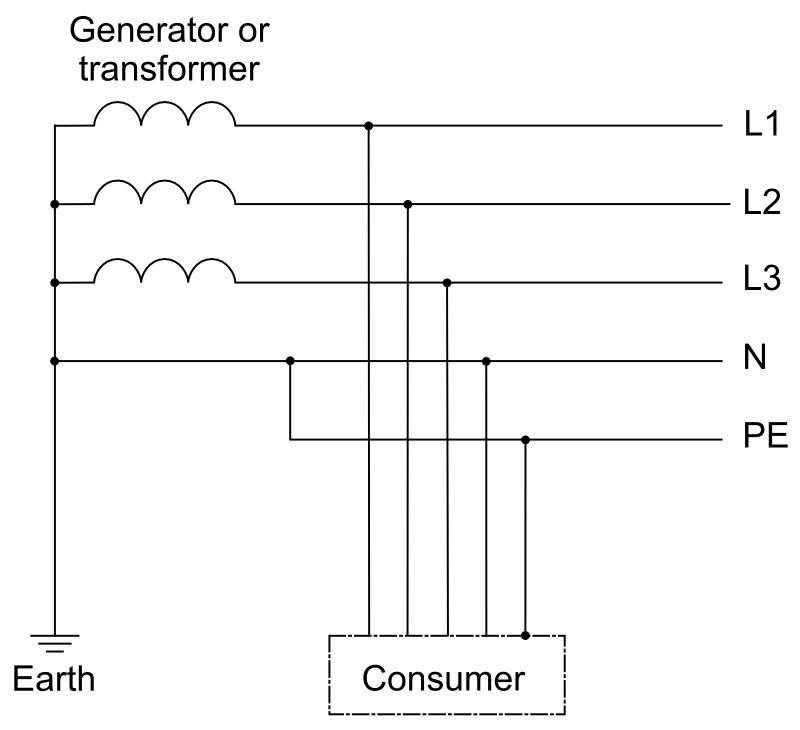
Sistema TN-C-S
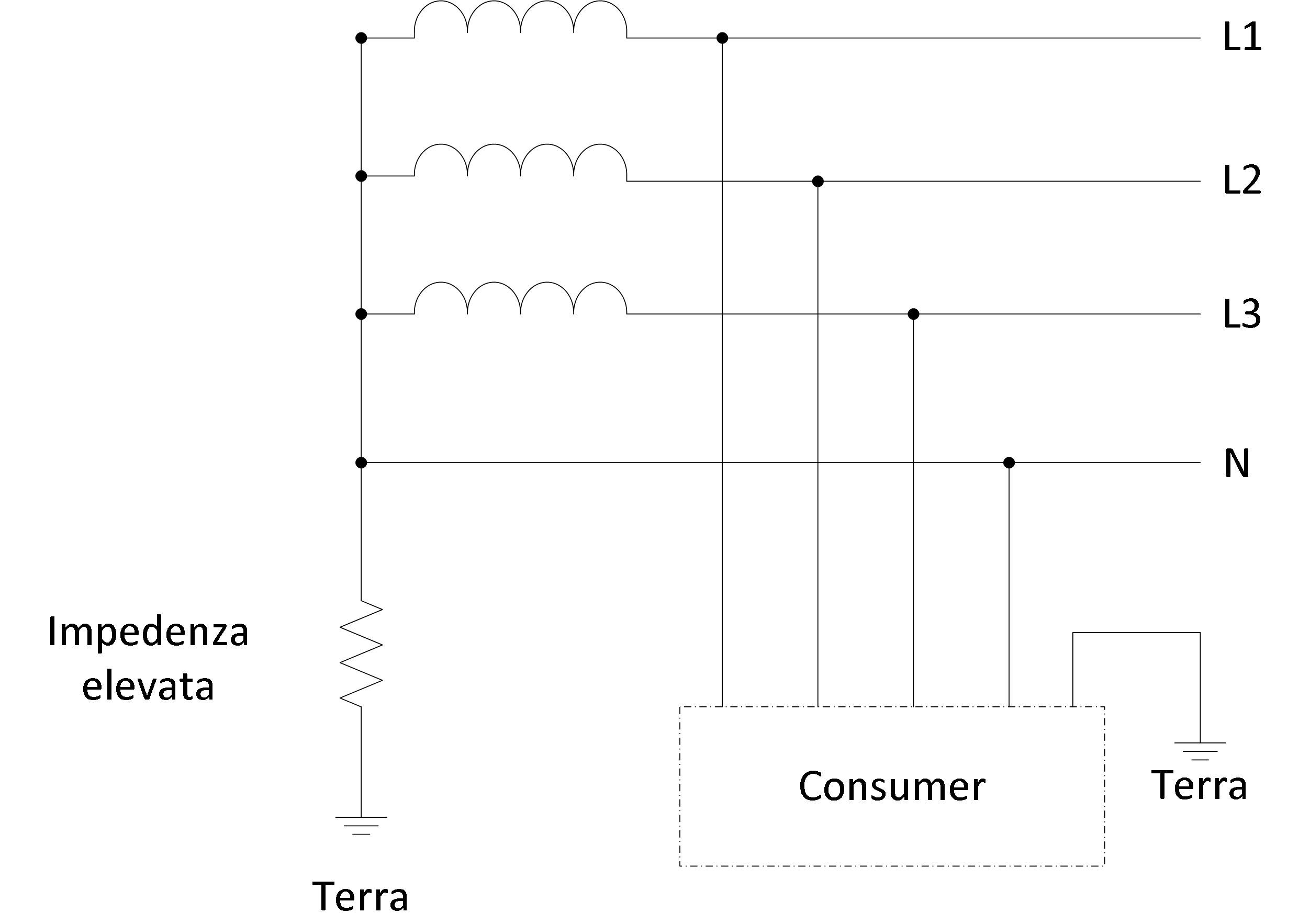
Sistema IT

In generale, al di là delle diverse implementazioni, i sistemi TN offrivano un grado di protezione superiore rispetto ai TT contro i guasti verso terra, finché non sono stati introdotti i dispositivi differenziali. In un sistema TN, se per esempio un conduttore di fase entra in contatto con la massa metallica di un apparecchio, essendo questa massa collegata ad un conduttore, il guasto verso terra risulta equivalente a un guasto di cortocircuito. Ciò implica l'instaurarsi di una corrente di guasto elevata, che produce l'intervento dell'interruttore magnetotermico o del fusibile di protezione. Se il sistema di messa a terra fosse di tipo TT, la corrente di guasto potrebbe essere insufficiente a provocare l'intervento dei dispositivi a massima corrente.
Attualmente un sistema TT dotato di impianto di terra e protezioni differenziali risulta più sicuro di un sistema TN dotato di sole protezioni magneto-termiche. Per tale motivo nei sistemi TN-C è possibile installare protezioni differenziali al fine di garantire una maggiore sicurezza.
Si può avere in un sistema del tipo IT, nel quale il neutro del trasformatore è "isolato" da terra, ovvero connesso a essa con un'impedenza di valore molto elevato (migliaia di ohm), mentre i carichi sono normalmente alimentati e le loro masse sono connesse a un impianto di terra comune. Nel caso di un guasto, a causa dell'"isolamento" del trasformatore, circolerà una corrente bassa e quindi non pericolosa; l'interruttore non interviene e le altre utenze connesse alla rete continueranno a essere alimentate. Un sistema del genere è utile in impianti, come negli ospedali, ove è necessaria una elevata continuità di servizio. Avvenuto il guasto si deve intervenire tempestivamente per isolarlo, per evitare che nel caso di un secondo guasto si instaurino tensioni pericolose.

## Codice colore CEI
La normativa CEI stabilisce che i conduttori dell'impianto di messa a terra (conduttori di protezione, conduttori di terra e collegamenti equipotenziali) debbano essere di due colori giallo-verde. In passato la norma diceva che i cavi potevano essere gialli o verdi. Questo però generava problemi, perché spesso il verde era usato anche come neutro e il giallo come fase (ancora non erano stabiliti i colori per fase e neutro). Si optò allora per il doppio colore.
La norma CEI 16-2:2018 ha introdotto il colore rosa per le messe a terra funzionali.